# Moldova 2
Moldova 2 — другий молдовський суспільний телеканал, запущений 3 травня 2016 року на честь 58 річниці Телерадіо-Молдова. Трансляція розпочалася із звернень від Кубка до Настільного тенісу серед журналістів «Press Open Moldova 1». Запуск Moldova 2 прийшов за рекомендацією Європейського мовного союзу, але і за необхідністю охопити передачу великої кількості спортивного контенту.
Телеканал транслює програми телеканалу Moldova 1 і прямі трансляції спортивних заходів, таких як Літні Олімпійські ігри та Чемпіонат Європи з футболу.